# Мойилди (Акжаїцький район)
Мойилди́ (каз. Мойылды) — село у складі Акжаїцького району Західноказахстанської області Казахстану. Входить до складу Мергеневського сільського округу.
У радянські часи село називалось Горячкино.
Населення — 266 осіб (2021; 367 у 2009, 386 у 1999, 377 у 1989).